# Symphonies of Doom
Symphonies of Doom är Blind Guardians första demo, utgiven 1985 under namnet Lucifer's Heritage.

## Låtlista
1. "Halloween" - 3:22
2. "Brian" - 2:41
3. "Dead of the Night" - 3:33
4. "Symphonies of Doom" - 4:08
5. "Lucifer's Heritage" - 4:36